# Marcelino Britapaja
Marcelino Eduardo Britapaja (Sarmiento, Chubut, Argentina; 7 de noviembre de 1950), apodado "Pirulo" o "Chueco", es un exfutbolista argentino que se desempeñó en diversos clubes de Argentina y del mundo. Su hermano, Ricardo Alberto Britapaja ha sido 24 años intendente de su ciudad natal, Sarmiento, Chubut.

## Inicios
Marcelino era poseedor de una técnica muy depurada, una potencia innata y una capacidad goleadora que lo hizo debutar muy joven con 14 años en el equipo de su ciudad natal el glorioso Deportivo Sarmiento que lo dirigía el relojero del pueblo don Nelson Mauriño qué vio el talento de Britapaja y lo hizo debutar. Y prontamente llamó la atención de Banfield, club donde debutó profesionalmente, luego recaló en Huracán de Comodoro, club que transitaba por su época dorada de los años 70 donde vivió sus mejores años, también en Talleres de Córdoba logró destacarse, cuando la "T" cordobesa estaba en su apogeo y en 1980 jugando para Sarmiento de Junín obtuvo el recordado ascenso a Primera División con compañeros de la talla de Rubén Glaría, Rodolfo Fischer y el "Toti" Iglesias.
En la actualidad se desempeña como Mánager. Del club de su ciudad natal el Club Deportivo Sarmiento chubut. Que juega la liga categoría A de Comodoro Rivadavia

## Clubes
| Club                   | País      | Año       |
| ---------------------- | --------- | --------- |
| Banfield               | Argentina | 1968-1969 |
| San Lorenzo            | Argentina | 1970      |
| Huracán (CR)           | Argentina | 1971-1974 |
| Vélez Sarsfield        | Argentina | 1974      |
| Banfield               | Argentina | 1975      |
| Panathinaikos          | Grecia    | 1975-1976 |
| All Boys               | Argentina | 1977      |
| Talleres (Cba)         | Argentina | 1978-1979 |
| Ñublense               | Chile     | 1979      |
| Sarmiento de Junín     | Argentina | 1980-1981 |
| Racing Club de Trelew  | Argentina | 1981-1982 |
| Defensores de Belgrano | Argentina | 1982      |
| Cúcuta Deportivo       | Colombia  | 1982-1983 |
| Huracán (CR)           | Argentina | 1984-1985 |
| Loma Negra             | Argentina | 1986      |
| Figueirense            | Brasil    | 1987      |